# Livefields
Albums de Toto
Mindfields
(1999) Through The Looking Glass
(2002)
Livefields est le second album live du groupe de rock Toto, enregistré en France en 1999. 
Toto effectue alors une tournée mondiale après la parution de l'album Mindfields, quelques mois auparavant. Le groupe reprend en live quelques grands titres de cet album tels que Caught in the Balance et Better World, mais aussi ses classiques (Rosanna, White sister ...).

## Titres
| No  | Titre                               | Durée |
| --- | ----------------------------------- | ----- |
| 1.  | Caught in the Balance               |       |
| 2.  | Tale of a man                       |       |
| 3.  | Rosanna                             |       |
| 4.  | Solo Lukather                       |       |
| 5.  | A million miles away                |       |
| 6.  | Jake to the Bone                    |       |
| 7.  | Solo Phillips                       |       |
| 8.  | Dave's gone skiing                  |       |
| 9.  | Out of love                         |       |
| 10. | Mama                                |       |
| 11. | You are the flower                  |       |
| 12. | The Road Goes On                    |       |
| 13. | Better world (parts I, II et III)   |       |
| 14. | Girl goodbye                        |       |
| 15. | Solo Paich                          |       |
| 16. | White sister                        |       |
| 17. | Spanish steps of Rome (titre caché) |       |

## Musiciens
- Steve Lukather : guitare, chant
- Bobby Kimball : chant
- David Paich : claviers, chant
- Simon Phillips : batterie, percussions
- Mike Porcaro : basse
- Tony Spinner : seconde guitare chant
- Buddy Hyatt : chant percussions
- John Jessel : clavier chant